# Anthophora petrophila
Anthophora petrophila är en biart som beskrevs av Cockerell 1905. Anthophora petrophila ingår i släktet pälsbin, och familjen långtungebin. Inga underarter finns listade i Catalogue of Life.